# Louis Gilavert
Louis Gilavert (* 1. Januar 1998 in Corbeil-Essonnes) ist ein französischer Leichtathlet, der sich auf den Hindernislauf spezialisiert hat.

## Sportliche Laufbahn
Erste internationale Erfahrungen sammelte Louis Gilavert im Jahr 2015, als er bei den Jugendweltmeisterschaften in Cali im 2000-Meter-Hindernislauf in 5:46,00 min den siebten Platz belegte. Im Jahr darauf schied er bei den U20-Weltmeisterschaften in Bydgoszcz mit 9:09,58 min im Vorlauf aus und 2017 gewann er bei den U20-Europameisterschaften in Grosseto in 8:57,12 min die Bronzemedaille. 2018 nahm er an den Mittelmeerspielen in Tarragona teil und erreichte dort nach 9:12,44 min Rang zwölf. Im Jahr darauf wurde er bei den U23-Europameisterschaften in Gävle in 8:48,28 min Sechster und im Dezember klassierte er sich bei den Crosslauf-Europameisterschaften in Lissabon nach 25:55 min auf Rang 40 in der U23-Wertung und sicherte sich in der Teamwertung die Goldmedaille. 2021 nahm er an den Olympischen Sommerspielen in Tokio teil und schied dort mit 8:36,35 min in der Vorrunde über 3000 m Hindernis aus. 
2022 gelangte er bei den Europameisterschaften in München mit 8:39,62 min auf Rang 15 im Hindernislauf und im Jahr darauf belegte er bei den Halleneuropameisterschaften in Istanbul in 3:39,54 min den sechsten Platz im 1500-Meter-Lauf. 2024 verpasste er bei den Olympischen Sommerspielen in Paris mit 8:29,16 min den Finaleinzug. Im Jahr darauf belegte er bei den Halleneuropameisterschaften in Apeldoorn in 3:38,84 min den fünften Platz über 1500 Meter.

## Persönliche Bestleistungen
- 1500 Meter: 3:34,83 min, 15. Juni 2024 in Nizza
  - 1500 Meter (Halle): 3:36,25 min, 31. Januar 2025 in Miramas
- 3000 Meter: 8:13,81 min, 23. April 2016 in Saint-Denis
  - 3000 Meter (Halle): 7:49,74 min, 6. Februar 2021 in Metz
- 3000 m Hindernis: 8:13,47 min, 22. Mai 2024 in Marseille